# 황정민
황정민(黃晸玟, 1970년 9월 1일~)은 대한민국의 배우이다. 서울예전 연극과에 재학 중 임권택의 《장군의 아들》에서 단역으로 데뷔했다.

## 학력
- 월영국민학교(졸업)
- 마산동중학교(1학년 1학기만 다니고 전학)
- 배재중학교(전학)
- 마산중학교(졸업)
- 계원예술고등학교(졸업)
- 서울예술대학 연극과 전문학사

## 필모그래피

### 영화
- 1990년 영화 《장군의 아들》 ... 지배인 역
- 1999년 영화 《쉬리》 ... 특별조사반 역
- 2001년 영화 《와이키키 브라더스》 ... 강수 역
- 2002년 영화 《YMCA 야구단》 ... 류광태 역
- 2002년 영화 《로드무비》 ... 대식 역
- 2003년 영화 《바람난 가족》 ... 주영작 역
- 2004년 영화 《마지막 늑대》 ... 고정식 역
- 2005년 영화 《여자, 정혜》 ... 작가 역
- 2005년 영화 《달콤한 인생》 ... 백대식 사장 역 (특별출연)
- 2005년 영화 《천군》 ... 박정우 역
- 2005년 영화 《너는 내 운명》 ... 김석중 역
- 2005년 영화 《내 생애 가장 아름다운 일주일》 ... 나두철 역
- 2006년 영화 《사생결단》 ... 도진광 역
- 2006년 영화 《헷지》 ... 너구리 RJ 역 (더빙)
- 2007년 영화 《검은 집》 ... 전준오 역
- 2007년 영화 《행복》 ... 영수 역
- 2007년 영화 《열한번째 엄마》 ... 백중 역 (특별출연)
- 2008년 영화 《슈퍼맨이었던 사나이》 ... 슈퍼맨 역
- 2009년 영화 《그림자 살인》 ... 홍진호 역
- 2009년 영화 《오감도》 ... 민재인 역
- 2010년 영화 《구르믈 버서난 달처럼》 ... 황정학 역
- 2010년 영화 《부당거래》 ... 최철기 역
- 2011년 영화 《평양성》 ... 신라왕 역 (우정출연)
- 2011년 영화 《모비딕》 ... 이방우 역
- 2012년 영화 《댄싱퀸》 ... 황정민 역
- 2013년 영화 《신세계》 ... 정청 역
- 2013년 영화 《끝과 시작》 ... 민재인 역
- 2013년 영화 《전설의 주먹》 ... 임덕규 역
- 2014년 영화 《남자가 사랑할 때》 ... 태일 역
- 2014년 영화 《국제시장》 ... 윤덕수 역 (천만영화)
- 2015년 영화 《베테랑》 ... 서도철 역 (일본어 더빙: 나카노 유타카) (천만영화)
- 2015년 영화 《히말라야》 ... 엄홍길 역
- 2016년 영화 《검사외전》 ... 변재욱 역
- 2016년 영화 《곡성》 ... 일광 역
- 2016년 영화 《아수라》 ... 박성배 역 (일본어 더빙: 타카기 와타루) (본작의 만악의 근원이자 최종 보스)
- 2017년 영화 《군함도》 ... 이강옥 역
- 2018년 영화 《공작》 ... 흑금성 / 박석영 역
- 2019년 영화 《돈》 ... 첫번째 거래실수 주문자 역 《전화 목소리》 (우정출연)
- 2020년 영화 《다만 악에서 구하소서》 ... 김인남 역
- 2021년 영화 《인질》 ... 황정민(본인) 역 (일본어 더빙: 호리우치 겐유)
- 2022년 영화 《헌트》 ... 리중좌 역 (우정출연)
- 2023년 영화 《교섭》 ... 정재호 역
- 2023년 영화 《길복순》 ... 오다 신이치로 역 (특별출연)
- 2023년 영화 《서울의 봄》 ... 전두광 역 (본작의 메인 주인공이자 메인 빌런) (천만영화)
- 2024년 영화 《크로스》 ... 박강무 역
- 2024년 영화 《베테랑 2》 ... 서도철 역

- 2026년 영화 《범죄도시5》 ... 강우일 역 (천만영화)

- 미정 영화 《호프》 ... 범석 역
- 미정 영화 《베테랑 3》 ... 서도철 역

### 드라마
| 연도 | 방송    | 제목            | 역할   | 비고     |
| ---- | ------- | --------------- | ------ | -------- |
| 2009 | KBS2    | 그저 바라보다가 | 구동백 |          |
| 2011 | TV조선  | 한반도          | 서명준 |          |
| 2020 | JTBC    | 허쉬            | 한준혁 |          |
| 2022 | Netflix | 수리남          | 전요환 |          |
| 2025 | Disney+ | 나인 퍼즐       | 오철진 | 특별출연 |

### 연극
- 1991년 《햄릿》 ... 오즈리크 역(단역)
- 1993년 《코뿔소》 ... 여종업원 역
- 1993년 《생일파티》 ... 의사 역
- 1993년 《남자충동》 ... 박씨 역
- 2008년 《웃음의 대학》 ... 작가 역
- 2018년 《리차드 3세》 ... 리차드 3세 역
- 2019년 《오이디푸스》 ... 오이디푸스 역
- 2022년 《리차드 3세》 ... 리차드 3세 역
- 2024년 《맥베스》 ... 맥베스 역

### 뮤지컬
- 1994년 《지하철 1호선》
- 1997년 《지저스 크라이스트 슈퍼스타》
- 1999년 《모스키토》
- 1999년 《캣츠》
- 2001년 《토미》
- 2004년 《브로드웨이 42번가》
- 2008년 《나인》
- 2009년 《웨딩 싱어》
- 2012년 《맨 오브 라만차》
- 2013년 《어쌔신 (Assassins)》
- 2015년 《오케피》
- 2018년 《지하철 1호선》 ... 특별 출연

### 뮤직비디오
- 2005년 나얼 - 귀로
- 2016년 이동우 - 톡탁 (What A Wonderful Cane)
- 2021년 유노윤호 - Thank U
- 2021년 임창정 - 별거 없던 그 하루로

## 방송
- 2004년 SBS 《야심만만 만명에게 물었습니다》
- 2005년 KBS2 《포토다큐》
- 2005년 MBC 《공감토크쇼 놀러와》57회 (2005.07.15)
- 2007년 KBS2 《한가위 쟁반 노래방》
- 2008년 MBC 《무릎팍 도사》76회 (2008.01.23)
- 2009년 SBS 《일요일이 좋다 - 패밀리가 떴다》 40회, 41회 (2009.03.22, 2009.03.29)
- 2009년 MBC 《공감토크쇼 놀러와》271회 (2009.11.30)
- 2010년 KBS2 《김승우의 승승장구》2회 (2010.02.09)
- 2010년 KBS2 《해피투게더 시즌3》164회 (2010.09.16)
- 2011년 MBC 《공감토크쇼 놀러와》341회 (2011.06.06)
- 2012년 tvN 《현장토크쇼 택시》226회 (2012.01.12)
- 2012년 KBS2 《해피투게더 시즌3》232회 (2012.01.19)
- 2012년 SBS 《GoShow》14회 (2012.07.06)
- 2013년 SBS 《일요일이 좋다 - 런닝맨》132회 (2013.02.10)
- 2013년 Mnet 《윤도현의 MUST》83회 (2013.04.02)
- 2013년 KBS2 《해피투게더 시즌3》293회 (2013.04.04)
- 2014년 SBS 《힐링캠프 - 기쁘지 아니한가》126회 (2014.01.20)
- 2015년 SBS 《힐링캠프 - 기쁘지 아니한가》194회 (2015.07.27)
- 2015년 SBS 《일요일이 좋다 - 런닝맨》258회 (2015.08.02)
- 2015년 tvN 《현장토크쇼 택시》405회 (2015.11.24)
- 2016년 KBS2 《해피투게더 시즌3》433회 (2016.01.28)
- 2016년 MBC 《무한도전》499회, 500회 (2016.09.24, 2016.10.01)
- 2020년 tvN 《놀라운 토요일 - 도레미 마켓》 - 게스트 출연 (박정민과 동반출연)
- 2021년 tvN 《유 퀴즈 온 더 블럭》- 게스트 출연(120회)
- 2021년 웹 예능 《문명특급》- 202회[4] 게스트 출연 (2021.07.29)
- 2024년 SBS 《SBS 스페셜-학전 그리고 뒷것 김민기》 (2024.04.21, 2024.04.28, 2024.05.05)
- 2024년 유튜브 《핑계고》(2024. 07.06, 2024.09.07, 2024.11.16)
- 2024년 tvN 《언니네 산지직송》 2회, 3회 게스트 (2024.07.25, 2024.08.01)

## CF
- 2004년 야후! 코리아 야후! 거기
- 2005년 삼성전자 애니콜
- 2006년 우리투자증권
- 2006년 남양유업 맛있는 우유 GT
- 2006년 한국타이어 (조승우, 전도연과 공동 출연)
- 2006년 천년약속
- 2008년 SK텔레콤 생각대로T (장동건, 김승우, 공형진, 이종혁과 공동 출연)
- 2008년 요진건설 와이시티
- 2010년 삼성화재
- 2010년 환경부 녹색 생활 실천·낭비 없는 음식 문화 캠페인 (오윤아와 공동 출연)
- 2011년 르노코리아자동차 SM5
- 2012년 SK텔레콤 LTE DONE (신하균과 공동 출연)
- 2013년 디아지오코리아 기네스
- 2014년 LG유플러스 무한사랑클럽 (국제시장 - 김윤진과 공동 출연)
- 2014년 다음카카오
- 2015년 캐시슬라이드
- 2015년 동서식품 맥심 (김우빈과 공동 출연)
- 2015년 KB국민카드 다담카드(김창완, 송새벽과 공동 출연)
- 2015년 ㈜네오위즈CRS 애스커
- 2015년~2016년 영진약품 구론산바몬드 에스 (오달수와 공동 출연)
- 2015년~2016년 오뚜기 진짬뽕
- 2018년 우체국 쇼핑
- 2019년 우체국 금융보험
- 2020년 우체국 예금보험
- 2020년 찐삼국
- 2022년 일동제약 아로나민 골드
- 2023년 오뚜기 마열라면
- 2024년 청우 참깨스틱
- 2024년 BHC 쏘마치
- 2024년 익수제약 익수공진단, 익수보감 오향
- 2025년 메가젠 임플란트

## 수상 및 후보
| 연도 | 시상식                             | 부문                                | 작품                       | 결과 |
| ---- | ---------------------------------- | ----------------------------------- | -------------------------- | ---- |
| 2002 | 제39회 대종상                      | 신인남우상                          | 와이키키 브라더스          | 후보 |
| 2002 | 제1회 대한민국영화대상             | 남우조연상                          | 와이키키 브라더스          | 수상 |
| 2002 | 제3회 부산영화평론가협회상         | 신인남우상                          | 로드무비                   | 수상 |
| 2002 | 제23회 청룡영화상                  | 신인남우상                          | 로드무비                   | 수상 |
| 2002 | 제22회 한국영화평론가협회상        | 신인남우상                          | 로드무비                   | 수상 |
| 2002 | 제5회 디렉터스 컷 시상식           | 올해의 남자신인연기자상             | 로드무비                   | 수상 |
| 2003 | 제40회 대종상                      | 남우주연상                          | 로드무비                   | 후보 |
| 2003 | 제2회 대한민국영화대상             | 신인남우상                          | 로드무비                   | 후보 |
| 2003 | 제2회 대한민국영화대상             | 남우주연상                          | 로드무비                   | 후보 |
| 2005 | 제42회 대종상                      | 남우조연상                          | 달콤한 인생                | 수상 |
| 2005 | 제26회 청룡영화상                  | 베스트 커플상 (with 전도연)         | 너는 내 운명               | 수상 |
| 2005 | 제26회 청룡영화상                  | 남우조연상                          | 달콤한 인생                | 후보 |
| 2005 | 제26회 청룡영화상                  | 남우주연상                          | 너는 내 운명               | 수상 |
| 2005 | 제4회 대한민국영화대상             | 남우조연상                          | 달콤한 인생                | 수상 |
| 2005 | 제4회 대한민국영화대상             | 남우주연상                          | 너는 내 운명               | 수상 |
| 2005 | 제13회 이천춘사대상영화제          | 남우주연상                          | 너는 내 운명               | 후보 |
| 2005 | 씨네21 영화상                      | 올해의 남자배우                     | 너는 내 운명               | 수상 |
| 2006 | 제3회 맥스무비 최고의 영화상       | 최고의 남자배우상                   | 너는 내 운명               | 수상 |
| 2006 | 제29회 황금촬영상                  | 최우수 인기남우상                   | 너는 내 운명               | 수상 |
| 2006 | 제42회 백상예술대상                | 영화부문 남자 최우수연기상          | 너는 내 운명               | 후보 |
| 2006 | 제43회 대종상                      | 남우주연상                          | 너는 내 운명               | 후보 |
| 2006 | 제7회 부산영화평론가협회상         | 남우주연상                          | 사생결단                   | 수상 |
| 2006 | 제5회 대한민국영화대상             | 남우주연상                          | 사생결단                   | 후보 |
| 2007 | 제28회 청룡영화상                  | 인기스타상                          | 행복                       | 수상 |
| 2007 | 제28회 청룡영화상                  | 남우주연상                          | 행복                       | 후보 |
| 2008 | 제45회 대종상                      | 남우주연상                          | 행복                       | 후보 |
| 2008 | 제2회 더 뮤지컬 어워즈             | 남우주연상                          | 나인                       | 후보 |
| 2009 | 제4회 골든티켓어워즈               | 연극 남자배우상                     | 웃음의 대학                | 수상 |
| 2009 | 제17회 이천춘사대상영화제          | 남우주연상                          | 그림자 살인                | 후보 |
| 2009 | KBS 연기대상                       | 남자 최우수연기상                   | 그저 바라 보다가           | 후보 |
| 2009 | KBS 연기대상                       | 미니시리즈부문 남자 우수연기상      | 그저 바라 보다가           | 후보 |
| 2009 | KBS 연기대상                       | 남자 네티즌상                       | 그저 바라 보다가           | 후보 |
| 2009 | KBS 연기대상                       | 베스트 커플상 (with 김아중)         | 그저 바라 보다가           | 후보 |
| 2011 | 제45회 납세자의 날                 | 대통령 표창                         | 빈칸                       | 수상 |
| 2011 | 제15회 몬트리올 판타지아국제영화제 | 남우주연상 (류승범과 공동수상)      | 부당거래                   | 수상 |
| 2012 | 제49회 대종상                      | 남우주연상                          | 댄싱퀸                     | 후보 |
| 2012 | 제16회 한국뮤지컬대상              | 남우주연상                          | 맨 오브 라 만차            | 후보 |
| 2013 | 제49회 백상예술대상                | 영화부문 남자 최우수연기상          | 신세계                     | 후보 |
| 2013 | 제22회 부일영화상                  | 남우주연상                          | 신세계                     | 수상 |
| 2013 | 제50회 대종상                      | 남우주연상                          | 신세계                     | 후보 |
| 2013 | 제50회 대종상                      | 남우주연상                          | 전설의 주먹                | 후보 |
| 2013 | 제34회 청룡영화상                  | 남우주연상                          | 신세계                     | 수상 |
| 2013 | 제33회 한국영화평론가협회상        | 남우주연상                          | 신세계                     | 후보 |
| 2013 | 한국영화배우협회 송년의 밤         | 영화 톱 스타상                      | 신세계                     | 수상 |
| 2014 | 제9회 맥스무비 최고의 영화상       | 최고의 남자배우상                   | 신세계                     | 후보 |
| 2014 | 제19회 춘사영화상                  | 남우주연상                          | 신세계                     | 후보 |
| 2015 | 제10회 맥스무비 최고의 영화상      | 최고의 남자배우상                   | 국제시장                   | 후보 |
| 2015 | 제20회 춘사영화상                  | 남우주연상                          | 국제시장                   | 후보 |
| 2015 | 제35회 황금촬영상                  | 연기대상                            | 국제시장                   | 수상 |
| 2015 | 제15회 디렉터스 컷 시상식          | 올해의 남자연기자상                 | 국제시장                   | 수상 |
| 2015 | 제8회 서울노인영화제               | 영화 속 최고의 커플상 (with 김윤진) | 국제시장                   | 수상 |
| 2015 | 제52회 대종상                      | 남우주연상                          | 국제시장                   | 수상 |
| 2015 | 제36회 청룡영화상                  | 남우주연상                          | 베테랑                     | 후보 |
| 2015 | 제2회 한국영화제작가협회상         | 남우주연상                          | 국제시장                   | 수상 |
| 2016 | 제11회 맥스무비 최고의 영화상      | 최고의 남자배우상                   | 히말라야                   | 후보 |
| 2016 | 제52회 백상예술대상                | 영화부문 남자 최우수연기상          | 베테랑                     | 후보 |
| 2016 | 제52회 백상예술대상                | 영화부문 대상                       | 베테랑, 히말라야, 검사외전 | 후보 |
| 2016 | 제25회 부일영화상                  | 남우조연상                          | 곡성                       | 후보 |
| 2016 | 제25회 부일영화상                  | 남우주연상                          | 베테랑                     | 후보 |
| 2016 | 제53회 대종상                      | 남우조연상                          | 곡성                       | 후보 |
| 2017 | 제22회 춘사영화상                  | 남우조연상                          | 곡성                       | 후보 |
| 2017 | 제1회 더 서울어워즈                | 영화부문 남우주연상                 | 군함도                     | 후보 |
| 2017 | 계원예술고등학교                   | 자랑스러운 계원인상                 | 빈칸                       | 수상 |
| 2018 | 제27회 부일영화상                  | 남우주연상                          | 공작                       | 후보 |
| 2018 | 제27회 부일영화상                  | 남자 인기스타상                     | 공작                       | 후보 |
| 2018 | 제55회 대종상                      | 남우주연상 (이성민과 공동수상)      | 공작                       | 수상 |
| 2020 | 서울예술대학교                     | 삶의 빛상                           | 빈칸                       | 수상 |
| 2020 | 제29회 부일영화상                  | 남우주연상                          | 다만 악에서 구하소서       | 후보 |
| 2020 | 제25회 소비자의 날 시상식          | 2020 관객이 뽑은 올해의 배우        | 다만 악에서 구하소서       | 수상 |
| 2021 | 제41회 청룡영화상                  | 남우주연상                          | 다만 악에서 구하소서       | 후보 |
| 2022 | 제27회 춘사국제영화제              | 남우주연상                          | 인질                       | 후보 |
| 2023 | 제21회 디렉터스 컷 시상식          | 시리즈부문 올해의 남자배우상        | 수리남                     | 후보 |
| 2023 | 제14회 대한민국 대중문화예술상     | 대통령 표창                         | 빈칸                       | 수상 |
| 2024 | 제17회 아시안 필름 어워즈          | 남우주연상                          | 서울의 봄                  | 후보 |
| 2024 | 제22회 디렉터스 컷 시상식          | 올해의 남자배우상                   | 서울의 봄                  | 후보 |
| 2024 | 제60회 백상예술대상                | 영화부문 남자 최우수연기상          | 서울의 봄                  | 수상 |
| 2024 | 제33회 부일영화상                  | 남우주연상                          | 서울의 봄                  | 후보 |
| 2024 | 제14회 아름다운 예술인상           | 영화 예술인상                       | 빈칸                       | 수상 |
| 2024 | 제45회 청룡영화상                  | 남우주연상                          | 서울의 봄                  | 수상 |
| 2024 | 제2회 핑계고 시상식                | 대상                                | 빈칸                       | 수상 |

## 가족 관계
- 배우자 : 김미혜(1970년 3월 19일 ~ )
- 동생 : 황상준(1972년 10월 ~ )

## 특이 사항
- 강호동과는 서울로 전학 가기전 중학교 1학년 때 같은 반이었다.[5]